# クロニック・ラヴ
「クロニック・ラヴ」（Chronic Love）は、中谷美紀の6枚目のシングル。1999年2月10日にwea japanから発売された。

## 概要
前作「いばらの冠」から1年5か月振りとなる、中谷にとって初のマキシシングルである。これまで在籍したフォーライフミュージックエンタテイメント/güt から坂本龍一が在籍するワーナーミュージック・ジャパンへの移籍第一弾作品。

## 制作背景
「クロニック・ラヴ」の作曲者は坂本龍一であり、同曲は以前に岡田有希子「WONDER TRIP LOVER」（アルバム『ヴィーナス誕生』・1986年3月21日発売）、坂本自身の「Ballet Mécanique」（アルバム『未来派野郎』・1986年4月21日発売）として既に発表されていた楽曲だが、それぞれ詞と編曲が異なっており、「WONDER TRIP LOVER」の作詞はEPOが、「Ballet Méchanique」の作詞は矢野顕子とピーター・バラカンが手掛けている。また、「WONDER TRIP LOVER」の編曲はかしぶち哲郎、「Ballet Méchanique」の編曲は坂本自身によるものである。
「クロニック・ラヴ」では新たに中谷自身が作詞を担当し、出だし及びサビ部分が日本語、Aメロ・Bメロ部分は英語で書かれ、坂本が新たに編曲した。ギター演奏にはLUNA SEAのSUGIZOが参加している。

## タイアップ
「クロニック・ラヴ」は1999年に放送された中谷主演のテレビドラマ『ケイゾク』（TBS）の主題歌で、同ドラマの映画版『ケイゾク/映画 Beautiful Dreamer』（2000年3月4日公開）の主題歌には「クロニック・ラヴ Remix Version」が使用された。このバージョンは中谷のアルバム『私生活』、映画のサウンドトラック『ケイゾク/映画 Beautiful Dreamer』に収録されている。

## 収録曲
全作曲・編曲：坂本龍一
1. クロニック・ラヴ
作詞：中谷美紀
  - TBS金曜ドラマ『ケイゾク』主題歌。
2. フェティシュ(Fetish)
作詞：売野雅勇
  - 明治製菓「ポルテ」CM使用曲。タイアップシールには“使用曲”と記載されているが、実際にCMで使用したヴァージョンは別歌詞（作詞・アイイチロウ）、坂本による別アレンジのCMオリジナル・ヴァージョン（未発売）である。
3. 雨だれ
作詞：中谷美紀
  - 坂本龍一の楽曲「Opus」（「BTTB」収録）に中谷が新たに作詞をし、坂本が編曲をしている。
4. クロニック・ラヴ（Instrumental）
5. フェティシュ（Instrumental）

## チャート成績
オリコンチャートでは、1999年2月22日付で初登場14位、38,050枚の売上。1999年度オリコンSINGLE HOT 100登場シングルチャートでは174位で売上は123,140枚。

## 収録アルバム
- 3rdアルバム『私生活』
  - クロニック・ラヴ〜Remix Version〜
  - フェティシュ (Fetish) 〜Folk Mix〜
  - 雨だれ - 未表記だがシングルとは別ヴァージョンで収録。
- ベスト・アルバム『MIKI』
  - クロニック・ラヴ
  - フェティシュ (Fetish)
    - 未表記だがシングルとは違いフェイドアウトしないヴァージョンで収録。

  - 雨だれ
    - 未表記だがシングルとは別ヴァージョン（アルバム『私生活』と同一ヴァージョン）で収録。

  - クロニック・ラヴ（インストゥルメンタル）
  - 雨だれ（インストゥルメンタル）
    - シングル・アルバム『私生活』ヴァージョンとも違う別ミックス。
- 坂本龍一『GEM』（非売品）
  - クロニック・ラヴ Remix
    - 「クロニック・ラヴ〜Remix Version〜」とは別リミックス。未発売。中谷のアルバムには未収録。